# Serie B 2011-2012 (pallanuoto maschile)

## Squadre partecipanti
| Promosse in A2                                         | Squadre partecipanti | Squadre partecipanti |
| ------------------------------------------------------ | --- | --- |
| - Lavagna '90 - Andrea Doria - Anzio - Basilicata 2000 | Girone 1 - Andrea Doria - Arenzano - Crocera Stadium - Fiorentina - Futura Prato - Lavagna '90 - Lerici Sport - Mameli - Rapallo - Sturla Girone 2 - Bologna - Busto - Cagliaritana - Cus Milano - Fanfulla Lodi 1874 - GEAS - Libertas Novara - Mestrina Nuoto - Modena - Padova 2001 | Girone 3 - Acilia - Anzio - Avion Center - Basilicata 2000 - Black Sharks - Bustino Pescara - Pesarese - R.N. Roma - Tirrena - Vela Ancona Girone 4 - Bari - Cosenza - CUS Palermo - Enzo Grasso - Napoli - Palermo - Pozzillo - Taranto - Volturno - Water Club Catania |